# James Leonard Brierley Smith
Pour les articles homonymes, voir James Smith, Brierley et Smith.
Le professeur James Leonard Brierley Smith, né le 26 octobre 1897 et mort le 7 janvier 1968, est un ichthyologiste sud-africain.
Il est resté célèbre pour avoir été le premier à identifier en 1939 un véritable « fossile vivant », un poisson pêché le 22 décembre 1938 comme étant un cœlacanthe (Latimeria chalumnae, une espèce appartenant à un groupe de poissons osseux que l'on croyait depuis longtemps disparu). Le cœlacanthe capturé mesurait 1,35 m de long et pesait 57 kg.
Son fils est le présentateur de télévision William Smith, spécialisé dans les programmes éducatifs de mathématiques.

## Biographie
James Leonard Brierley Smith est né à Graaff-Reinet en 1897. Il étudie la chimie dans les universités de Stellenbosch (Master of Science) et Cambridge (PhD).

À son retour de Cambridge, il rejoint l'université Rhodes pour enseigner la chimie.
Il se rapproche cependant petit à petit de l'ichtyologie, science grâce à laquelle il obtiendra une célébrité mondiale après son identification du premier spécimen de cœlacanthe en 1939.
La même année, Smith épouse Mary Margaret McDonald, une étudiante de l'université, à Florida (Transvaal).
Arrivé trop tard pour étudier l'intégralité du spécimen (l'animal avait été porté chez un taxidermiste pour mettre un terme au processus de décomposition), Smith se lance dans une gigantesque traque au cœlacanthe. Interrompues par la Seconde Guerre mondiale, les recherches reprennent dans toute l'Afrique de l'est avec une importante récompense à la clé. En décembre 1952, ses efforts sont enfin récompensés puisqu'un nouveau spécimen est pêché aux Comores.
Il se suicide le 8 janvier 1968 après plusieurs années de maladie et la crainte de perdre ses facultés mentales. Après la mort de son mari, Mary Smith crée l'Institute of Ichthyology à Grahamstown et le dirige jusqu'à sa retraite en 1982.

## Sources
- Rik Nulens, J L B Smith, août 2004 (page consultée le 15 juin 2006) < http://www.stellenboschwriters.com/smithjlb.html >
- SAIAB/JLBSI, Coelacanths: The Discovery of the Coelacanth, 2001 (page consultée le 16 juin 2006) < http://www.saiab.ru.ac.za/educoel3.htm >